# Trentepohlia ditzleri
Trentepohlia ditzleri är en tvåvingeart som beskrevs av Alexander 1947. Trentepohlia ditzleri ingår i släktet Trentepohlia och familjen småharkrankar.
Artens utbredningsområde är Venezuela. Inga underarter finns listade i Catalogue of Life.